# 만수대거리
만수대거리(萬壽臺거리)는 조선민주주의인민공화국의 수도 평양직할시 중구역에 있는 도로이다. 이 거리는 보통문에서 시작되어 만수대의사당과 인민극장를 지나서 옥류교까지 연결된다.
이 거리에는 만수대의사당, 학당골 분수 공원, 평양학생소년궁전, 인민극장과 같은 큰 건물이 있다. 또한 만수대 아파트, 보통강 강안 다락식 주택구가 위치한다.
거리의 이름은 근처 만수대에서 따왔다. 일제강점기 당시 숭의여학교의 학교 건물이 이 거리에 있으며, 숭의전문대학이라는 이름 아래에 운영 중이다.